# 1690 Mayrhofer
1690 Mayrhofer је астероид главног астероидног појаса са пречником од приближно 31,71 .
Афел астероида је на удаљености од 3,332 астрономских јединица (АЈ) од Сунца, а перихел на 2,741 АЈ.
Ексцентрицитет орбите износи 0,097, инклинација (нагиб) орбите у односу на раван еклиптике 13,048 степени, а орбитални период износи 1933,278 дана (5,293 година).
Апсолутна магнитуда астероида је 10,90 а геометријски албедо 0,076.
Астероид је откривен . 1930. године.